# Jeong Sang-bin
Dans ce nom coréen, le nom de famille, Jeong, précède le nom personnel.
Jeong Sang-bin (en coréen : 정상빈), né le 1er avril 2002 à Cheonan en Corée du Sud, est un footballeur international sud-coréen jouant au poste d'ailier droit à St. Louis City SC en MLS.

## Biographie

### Suwon Bluewings
Né à Cheonan en Corée du Sud, Jeong Sang-bin commence sa carrière professionnelle avec le Suwon Bluewings. En 2020, il signe son premier contrat professionnel avec ce club. Il joue son premier match en professionnel le 22 novembre 2020, lors d'une rencontre de Ligue des champions de l'AFC, face au Guangzhou FC. Il entre en jeu en cours de partie, et son équipe s'impose par deux buts à zéro.
Pour son premier match en première division sud-coréenne, il inscrit son premier but en professionnel, contre Pohang Steelers, le 17 mars 2021. Titularisé ce jour-là, il marque le deuxième but de son équipe, qui s'impose par trois buts à zéro.

### Transfert à Wolverhampton et prêt au Grasshopper Zurich
Après avoir été recruté par le club anglais de Wolverhampton Wanderers en janvier 2022, Jeong Sang-bin est prêté dans la foulée au Grasshopper Zurich pour une saison et demie,.

### Nouvelle étape en MLS
Avant même le terme de la saison 2022-2023 suisse, il est transféré à Minnesota United, franchise de Major League Soccer, où il s'engage pour trois ans le 22 mars 2023.

### En sélection
Jeong Sang-bin est sélectionné avec l'équipe de Corée du Sud des moins de 17 ans pour participer à la coupe du monde des moins de 17 ans en 2019. Il joue cinq matchs lors de ce tournoi organisé au Brésil, et marque un but en phase de groupe contre la France (défaite 1-3 de la Corée du Sud). Les Coréens s'inclinent en quarts de finale contre le Mexique (0-1).
En juin 2021, il est convoqué pour la première fois avec l'équipe nationale de Corée du Sud. Il honore sa première sélection le 9 juin 2021, lors d'un match qualificatif pour la coupe du monde 2022 contre le Sri Lanka. Il entre en jeu à la place de Kim Shin-wook et son équipe s'impose par cinq buts à zéro,. Avec cette réalisation, il devient le huitième plus jeune joueur à marquer un but avec la Corée du Sud, à 19 ans et 75 jours.